# Caryocolum marmorea marmorea
Caryocolum marmorea marmorea é uma subespécie de insetos lepidópteros, mais especificamente de traças, pertencente à família Gelechiidae.
A autoridade científica da subespécie é Haworth, tendo sido descrita no ano de 1828.
Trata-se de uma subespécie presente no território português.